# Mistrovství Evropy juniorů v atletice 2003
17. Mistrovství Evropy juniorů v atletice – sportovní závod organizovaný EAA se konal ve finském Tampere. Závod se odehrál ve dnech 24. července – 27. července 2003. 

## Výsledky

### Muži
| Soutěž            | Zlato                                                                    | Výkon    | Stříbro                                                             | Výkon    | Bronz                                                                      | Výkon    |
| 100 m             | Leon Baptiste                                                            | 10,50    | Till Helmke                                                         | 10,52    | Monu Miah                                                                  | 10,54    |
| 200 m             | Sebastian Ernst                                                          | 20,63    | Roman Smirnov                                                       | 20,86    | Till Helmke                                                                | 20,86    |
| 400 m             | Dimítrios Grávalos                                                       | 46,54    | Kamghe Gaba                                                         | 46,63    | Piotr Kędzia                                                               | 46,69    |
| 800 m             | René Bauschinger                                                         | 1:46,43  | David Fiegen                                                        | 1:49,91  | Ireneusz Sekretarski                                                       | 1:49,97  |
| 1500 m            | Bartosz Nowicki                                                          | 3:45,01  | Thomas Lancashire                                                   | 3:45,60  | Olle Walleräng                                                             | 3:46,17  |
| 5000 m            | Anatolij Rybakov                                                         | 14:13,41 | Marius Ionescu                                                      | 14:16,12 | Cristinel Irimia                                                           | 14:17,30 |
| 10 000 m          | Marius Ionescu                                                           | 29:40,41 | Alexej Rieunkov                                                     | 29:40,80 | Mohammed Bashir                                                            | 29:42,42 |
| 110 m překážek    | Bano Traoré                                                              | 13,95    | Andreas Kundert                                                     | 14,18    | Kai Doskoczynski                                                           | 14,26    |
| 400 m překážek    | Rhys Williams                                                            | 51,15    | Mohamed Atig                                                        | 51,46    | Rupert Gardner                                                             | 51,83    |
| 3000 m překážek   | Ruben Schwarz                                                            | 8:46,21  | Maricel Ionascu                                                     | 8:53,31  | Christoforos Meroussis                                                     | 8:55,69  |
| Štafeta 4 × 100 m | Spojené království Andrew Matthews Lawrence Oboh Monu Miah Leon Baptiste | 40,37    | Německo Martin Lohmann Kai Doskoczynski Sebastian Ernst Till Helmke | 40,41    | Francie Cédric Fagris Jean-Paul Fernandez Guillaume Wallard Eddy De Lépine | 40,50    |
| Štafeta 4 × 400 m | Německo Lars Förster Thomas Wilhelm Christoph Gernand Kamghe Gaba        | 3:08,31  | Polsko Łukasz Pryga Karol Grzegorczyk Rafał Błocian Piotr Kędzia    | 3:08,62  | Rusko Konstantin Svečkar Maxim Alexandrenko Ivan Kožuchar Dmitrij Šubin    | 3:08,81  |
| Chůze na 10 000 m | Vladimir Parvatkin                                                       | 41:33,55 | Michal Blažek                                                       | 41:54,66 | Francisco Arcilla                                                          | 42:06,15 |
| Skok do výšky     | Jaroslav Bába                                                            | 2,28 m   | Alexej Dmitrik                                                      | 2,26 m   | Linus Thörnblad                                                            | 2,23 m   |
| Skok o tyči       | Vincent Favretto                                                         | 5,50 m   | Artiom Kupcov                                                       | 5,50 m   | Fabian Schulze                                                             | 5,40 m   |
| Skok daleký       | Nelson Évora                                                             | 7,83 m   | Christian Kaczmarek                                                 | 7,81 m   | Tim Riedel                                                                 | 7,65 m   |
| Trojskok          | Nelson Évora                                                             | 16,43 m  | Dmitrij Decuk                                                       | 16,13 m  | Jewhen Semenenko                                                           | 16,04 m  |
| Vrh koulí         | Magnus Lohse                                                             | 20,28 m  | Anton Luboslavski                                                   | 20,10 m  | Georgi Ivanov                                                              | 19,94 m  |
| Hod diskem        | Erik Cadée                                                               | 60,42 m  | Martin Marić                                                        | 58,59 m  | Andreas Porth                                                              | 58,45 m  |
| Hod kladivem      | Lorenzo Povegliano                                                       | 72,72 m  | Kamilius Bethke                                                     | 72,60 m  | Andrej Azarienkov                                                          | 72,10 m  |
| Hod oštěpem       | Teemu Wirkkala                                                           | 79,90 m  | Tero Järvenpää                                                      | 73,66 m  | Antti Ruuskanen                                                            | 72,87 m  |
| Desetiboj         | Nicklas Wiberg                                                           | 7 604    | Alexej Sysojev                                                      | 7 531    | Steffen Willwacher                                                         | 7 497    |

### Ženy
| Soutěž            | Zlato                                                                           | Výkon    | Stříbro                                                                      | Výkon    | Bronz                                                                           | Výkon    |
| 100 m             | Ivet Lalovová                                                                   | 11,43    | Véronique Mangová                                                            | 11,56    | Jade Lucas Read                                                                 | 11,60    |
| 200 m             | Ivet Lalovová                                                                   | 22,88    | Jenny Ljunggren                                                              | 23,35    | Virginie Michanol                                                               | 23,36    |
| 400 m             | Marija Driachlovoví                                                             | 52,65    | Joanne Cuddihy                                                               | 53,62    | Christine Ohuruoguová                                                           | 54,21    |
| 800 m             | Simona Barcău                                                                   | 2:02,76  | Charlotte Moore                                                              | 2:03,40  | Jemma Simpson                                                                   | 2:03,42  |
| 1500 m            | Nela Neporadna                                                                  | 4:12,57  | Dani Barnes                                                                  | 4:16,91  | Corina Dumbrăvean                                                               | 4:17,56  |
| 3000 m            | Inna Poluskina                                                                  | 9:07,85  | Binnaz Uslu                                                                  | 9:23,10  | Adrienne Herzog                                                                 | 9:26,01  |
| 5000 m            | Silvia La Barbera                                                               | 15:52,20 | Inna Poluskina                                                               | 15:55,69 | Charlotte Dale                                                                  | 16:07,26 |
| 100 m překážek    | Sophie Krauel                                                                   | 13,28    | Symone Belle                                                                 | 13,53    | Sabrina Altermatt                                                               | 13,59    |
| 400 m překážek    | Jekatěrina Kosteckaja                                                           | 57,52    | Irina Obiedina                                                               | 57,57    | Zuzana Hejnová                                                                  | 58,30    |
| 2000 m překážek   | Catalina Oprea                                                                  | 6:21,78  | Ancuța Bobocelová                                                            | 6:32,03  | Jekatěrina Biespalovová                                                         | 6:35,11  |
| Štafeta 4 × 100 m | Francie Natacha Vouaux Lina Jacques-Sébastien Aurélie Kamga Véronique Mangová   | 44,60    | Spojené království Anyika Onuora Kadi-Ann Thomas Amy Spencer Jade Lucas-Read | 44,81    | Finsko Siina Pylkkä Elina Korjansalo Sari Keskitalo Elisa Hakamäki              | 45,00    |
| Štafeta 4 × 400 m | Rusko Tatiana Popowa Jekaterina Kostetskaja Jelena Migunovová Marija Driachłowa | 3:33,48  | Francie Doura Jémaa Thélia Sigčre Rose Ndje Virginie Michanol                | 3:37,78  | Spojené království Christine Ohuruoguová Sian Scott Vicky Griffiths Gemma Nicol | 3:38,96  |
| Chůze na 10 000 m | Irina Pietrovová                                                                | 47:12,77 | Anna Bragina                                                                 | 47:17,56 | Ana Cabecinha                                                                   | 47:36,15 |
| Skok do výšky     | Ariane Friedrichová                                                             | 1,88 m   | Aileen Herrmannová                                                           | 1,86 m   | Emma Greenová                                                                   | 1,86 m   |
| Skok o tyči       | Silke Spiegelburgová                                                            | 4,15 m   | Floé Kühnertová                                                              | 4,15 m   | Alexandra Kirjašovová                                                           | 4,15 m   |
| Skok daleký       | Sophie Krauelová                                                                | 6,47 m   | Adina Antonová                                                               | 6,46 m   | Daniela Lincoln-Saavedra                                                        | 6,35 m   |
| Trojskok          | Anastasija Taranovová                                                           | 13,61 m  | Cristine Spătaru                                                             | 13,54 m  | Světlana Bolšakovová                                                            | 13,37 m  |
| Vrh koulí         | Anna Avdějevová                                                                 | 16,71 m  | Julija Leanciuková                                                           | 16,29 m  | Petra Lammertová                                                                | 16,16 m  |
| Hod diskem        | Ulrike Giesa                                                                    | 53,75 m  | Nadine Müllerová                                                             | 53,44 m  | Darja Piščalnikovová                                                            | 52,39 m  |
| Hod kladivem      | Katarzyna Kita                                                                  | 66,08 m  | Maria Smaliačkova                                                            | 65,89 m  | Berta Castells                                                                  | 65,64 m  |
| Hod oštěpem       | Julia Zandtová                                                                  | 56,96 m  | Mareike Rittwegová                                                           | 54,74 m  | Ilze Gribule                                                                    | 52,76 m  |
| Sedmiboj          | Olga Levienkovová                                                               | 5 748    | Kathrin Geisslerová                                                          | 5 631    | Anna Kriaževová                                                                 | 5 605    |

## Medailové pořadí
| Umístění | Stát               | Zlato | Stříbro | Bronz | Celkem |
| -------- | ------------------ | ----- | ------- | ----- | ------ |
| 1.       | Německo            | 9     | 10      | 7     | 26     |
| 2.       | Rusko              | 9     | 8       | 7     | 24     |
| 3.       | Spojené království | 4     | 5       | 8     | 17     |
| 4.       | Rumunsko           | 3     | 5       | 2     | 10     |
| 5.       | Francie            | 3     | 3       | 2     | 8      |
| 6.       | Švédsko            | 2     | 1       | 4     | 7      |
| 7.       | Polsko             | 2     | 1       | 2     | 5      |
| 8.       | Bulharsko          | 2     | 0       | 1     | 3      |
| 8.       | Portugalsko        | 2     | 0       | 1     | 3      |
| 10.      | Itálie             | 2     | 0       | 0     | 2      |
| 11.      | Finsko             | 1     | 1       | 2     | 4      |
| 12.      | Lotyšsko           | 1     | 1       | 1     | 3      |
| 13.      | Česko              | 1     | 0       | 1     | 2      |
| 13.      | Nizozemsko         | 1     | 0       | 1     | 2      |
| 13.      | Ukrajina           | 1     | 0       | 1     | 2      |
| 16.      | Řecko              | 1     | 0       | 0     | 1      |
| 17.      | Bělorusko          | 0     | 3       | 0     | 3      |
| 18.      | Švýcarsko          | 0     | 1       | 1     | 2      |
| 19.      | Chorvatsko         | 0     | 1       | 0     | 1      |
| 19.      | Irsko              | 0     | 1       | 0     | 1      |
| 19.      | Lucembursko        | 0     | 1       | 0     | 1      |
| 19.      | Slovensko          | 0     | 1       | 0     | 1      |
| 19.      | Turecko            | 0     | 1       | 0     | 1      |
| 24.      | Španělsko          | 0     | 0       | 2     | 2      |
| 25.      | Dánsko             | 0     | 0       | 1     | 1      |
| Celkem   | Celkem             | 44    | 44      | 44    | 132    |